# Rongy
 (août 2023).
Si vous disposez d'ouvrages ou d'articles de référence ou si vous connaissez des sites web de qualité traitant du thème abordé ici, merci de compléter l'article en donnant les références utiles à sa vérifiabilité et en les liant à la section « Notes et références ».
Rongy (en wallon Ronji) est un village belge à 12 kilomètres au sud de la ville de Tournai, en bordure de la frontière française. Administrativement il fait partie de la commune nouvellement créée de Brunehaut, dans la province de Hainaut en Wallonie picarde. Rongy était une commune à part entière avant la fusion des communes de 1977.

## Étymologie
Le village était répertorié, en 1201, sous le nom de Rungies, mot dont la signification n'est pas certaine. Y aurait-il une corrélation avec le village français limitrophe portant le nom de Rumegies ? Aucune piste n'a jamais été engagée dans ce sens. Toutefois un autre nom fut découvert, il s'écrivait 'Runchia' désignant un buisson épineux, une ronce. En roman, le buisson épineux se disait 'roncine' ou 'runcine'.

## Évolution démographique
- Sources : INS, Rem. : 1831 jusqu'en 1970 = recensements, 1976 = nombre d'habitants au 31 décembre.

## Histoire
Depuis les temps immémoriaux, le village de Rongy appartenait à la maison de Roisin, une des baronnies du Hainaut. On parlait du Baron de Roisin, déjà propriétaire de Rongy, lors de la première croisade, alors qu'il y accompagnait Godefroi de Bouillon.
La descendance de cette famille brilla dans plusieurs cours d'Europe, affirmant toujours leur souveraineté à Rongy. En 1818, la commune de Rongy introduisit une reconnaissance des armoiries des de Roisin. Cette demande étant restée sans suite, la commune adopta un blason composé des six pièces d'argent et de gueule des de Roisin.

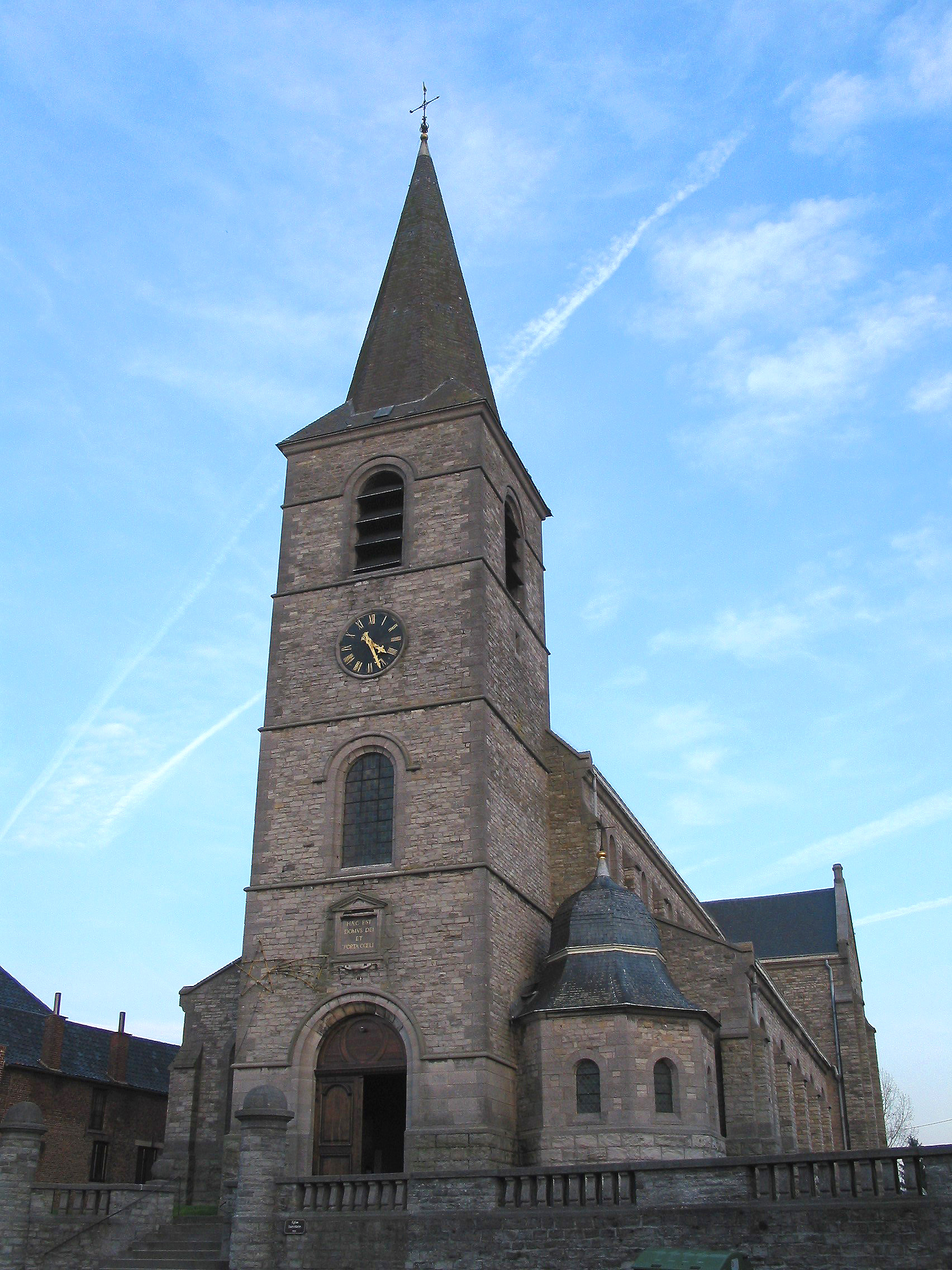

### Temple et communauté protestante
Il y a une communauté protestante depuis le XVIe siècle après que des protestants se sont réfugiés dans les Pays-Bas plus tolérants quant à la liberté du culte.
Lorsque le culte était interdit en France les protestants se déplaçaient de Saint-Amand vers Tournai qui abritait, de 1713 à 1785, une garnison hollandaise qui protégeait le culte protestant. Pour se rendre au culte religieux à Tournai, les protestants - travestis en paysans - empruntaient un sentier peu fréquenté qui traversait Rongy. Il est ainsi devenu les sentier des Gueux.
Sous la domination autrichienne en 1771, le Conseil privé permit aux protestants d'acquérir un cimetière pour enterrer leurs morts. Enfin, en 1781, Joseph II adoptait une loi de tolérance religieuse. 

En 1785, les protestants de Rongy construisirent un temple où s'assemblaient Belges et Français.
Au début du XIXe siècle, un nouveau temple fut édifié, en remplacement du premier, il se situe à proximité de la frontière à la rue du Temple.

### XXesiècleet guerres mondiales
Les guerres mondiales ont détruit, comme partout dans la région, de nombreux bâtiments. L'église fut détruite le 20 octobre 1918. Heureusement, la plus grande partie de son mobilier fut sauvée par le curé de l'époque. Dans ce mobilier, on répertoriait l'autel principal construit avec le cœur d'un bois noble indigène: le chêne. Datant de 1703, il présente une longueur impressionnante de 13 mètres dont le projet de la nouvelle église devait tenir compte. Elle fut reconstruite en 1924.

 
Lors de la Seconde Guerre mondiale (1940-45), Rongy fut le premier coin de la Belgique à accueillir les libérateurs de la brigade belge commandée par le colonel Piron. En commémoration de cet événement la rue porte actuellement le nom de Brigade Piron.

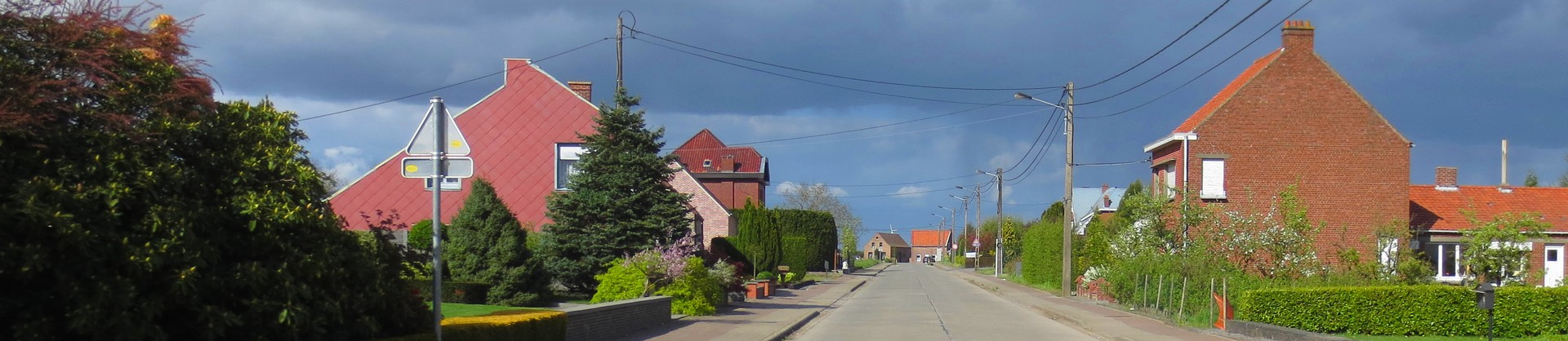
Vue panoramique de Rongy.

## Personnalités liées
- Henri de Roisin (1787-1846), général et homme politique, bourgmestre de Rongy.